# Чешма
Чешма́ (болг. Чешма) — село у Великотирновській області Болгарії. Входить до складу общини Златариця.

## Населення
За даними перепису населення 2011 року у селі проживали 11 осіб, з них 9 осіб (81,8%) — болгари.
Розподіл населення за віком у 2011 році:
Динаміка населення: